# Parastrangalis crebrepunctata
Parastrangalis crebrepunctata är en skalbaggsart som först beskrevs av J. Linsley Gressitt 1939.  Parastrangalis crebrepunctata ingår i släktet Parastrangalis och familjen långhorningar. Inga underarter finns listade i Catalogue of Life.